# سربیر
سربیر، روستایی در دهستان سردشت بخش مرکزی شهرستان بشاگرد در استان هرمزگان ایران است.

## جمعیت
بر پایه سرشماری عمومی نفوس و مسکن در سال ۱۳۹۵، جمعیت این روستا برابر با ۸۱ نفر (۲۵ خانوار) بوده‌است.